# Цэндийн Намсрай
Цэндийн Намсрай (монг. Цэндийн Намсрай; 1918, Жаргалант, Баянхонгор — 23 июля 1990) — монгольский государственный, политический и дипломатический деятель, министр образования МНР (1948—1950), журналист, редактор, переводчик. Заслуженный деятель культуры МНР (1980). Лауреат Государственной премии МНР (1947).

## Биография
До 1933 года учился в образцовой средней школе в Улан-Баторе, затем — в улан-удэнском рабфаке, который окончил в 1937 году. Позже в 1952 году окончил Коммунистический университет трудящихся Востока имени И. В. Сталина в Москве, Московский государственный университет, аспирантуру Академии общественных наук при ЦК КПСС в Москве в 1962 году.
В 1938—1942 годах работал переводчиком в Министерстве животноводства и сельского хозяйства МНР.
В 1942—1948 годах — на партийной работе, был инструктором и заведующим отделом ЦК Монгольской народно-революционная партии.
В 1948-1950 годах — министр образования МНР. В 1947 году стал лауреатом Государственной премии МНР за активное участие в переводе работы И. В. Сталина «Вопросы ленинизма» и ответственное редактирование.
С 1950 по 1959 год — главный редактор Совета по переводам произведений классиков марксизма-ленинизма при ЦК партии, заместитель директора Института истории Монгольской народно-революционная партии.
В 1962—1963 годах — генеральный секретарь Министерства иностранных дел МНР. В 1963-1984 годах — главный редактор газеты «Унэн». Неоднократно избирался депутатом Собрания народных представителей.
Соратник Юмжагийна Цеденбала.
В 1984—1985 годах — Постоянный представитель Монголии при ООН.
Был председателем Союза журналистов Монголии, первый монгол, избранный вице-президентом Международного союза журналистов. 
Один из первых дипломатов, представивших Монголию на Генеральной Ассамблее ООН. Работал вице-президентом Международной шахматной федерации и президентом IX Центра азиатского континента (1963—1970).
Жена — певица Лувсанжамцын Цогзолмаа. Отец заслуженной артистки Монголии Намсрайн Сувд, Героя Труда Монголии, лауреата Государственной премии Монголии.